# Saint-Jeures
Saint-Jeures, anciennement appelée Saint-Jeures-De-Bonas, est une commune française située dans le département de la Haute-Loire en région Auvergne-Rhône-Alpes.

## Géographie
La commune se trouve dans une région anciennement volcanique. Elle est donc à proximité de nombreux sucs et en particulier du pic du Lizieux.

### Localisation
La commune de Saint-Jeures se trouve dans le département de la Haute-Loire, en région Auvergne-Rhône-Alpes.
Elle se situe à 33 km par la route du Puy-en-Velay, préfecture du département, à 10 km d'Yssingeaux, sous-préfecture, et à 10 km de Tence, bureau centralisateur du canton des Boutières dont dépend la commune depuis 2015 pour les élections départementales.
Les communes les plus proches sont : 
Araules (2,6 km), Chenereilles (5,5 km), Mazet-Saint-Voy (6,3 km), Tence (7,0 km), Yssingeaux (8,2 km), Champclause (8,5 km), Le Chambon-sur-Lignon (8,6 km), Queyrières (8,8 km).
| Grazac     | Lapte           | Chenereilles |
| Yssingeaux | Saint-Jeures    | Tence        |
| Araules    | Mazet-Saint-Voy |              |

### Climat
Pour des articles plus généraux, voir Climat d'Auvergne-Rhône-Alpes et Climat de la Haute-Loire.
En 2010, le climat de la commune est de type climat de montagne, selon une étude du Centre national de la recherche scientifique s'appuyant sur une série de données couvrant la période 1971-2000. En 2020, Météo-France publie une typologie des climats de la France métropolitaine dans laquelle la commune est exposée à un climat de montagne ou de marges de montagne et est dans la région climatique Sud-est du Massif Central, caractérisée par une pluviométrie annuelle de 1 000 à 1 500 mm, minimale en été, maximale en automne.
Pour la période 1971-2000, la température annuelle moyenne est de 7,9 °C, avec une amplitude thermique annuelle de 15,8 °C. Le cumul annuel moyen de précipitations est de 1 029 mm, avec 9,5 jours de précipitations en janvier et 7 jours en juillet. Pour la période 1991-2020, la température moyenne annuelle observée sur la station météorologique de Météo-France la plus proche, « Mazet-Volamont », sur la commune de Mazet-Saint-Voy à 6 km à vol d'oiseau, est de 7,8 °C et le cumul annuel moyen de précipitations est de 975,0 mm,. Pour l'avenir, les paramètres climatiques de la commune estimés pour 2050 selon différents scénarios d'émission de gaz à effet de serre sont consultables sur un site dédié publié par Météo-France en novembre 2022.

## Urbanisme

### Typologie
Au 1er janvier 2024, Saint-Jeures est catégorisée commune rurale à habitat dispersé, selon la nouvelle grille communale de densité à sept niveaux définie par l'Insee en 2022.
Elle est située hors unité urbaine. Par ailleurs la commune fait partie de l'aire d'attraction d'Yssingeaux, dont elle est une commune de la couronne,. Cette aire, qui regroupe 9 communes, est catégorisée dans les aires de moins de 50 000 habitants,.

### Occupation des sols
L'occupation des sols de la commune, telle qu'elle ressort de la base de données européenne d’occupation biophysique des sols Corine Land Cover (CLC), est marquée par l'importance des territoires agricoles (52,4 % en 2018), une proportion sensiblement équivalente à celle de 1990 (52,7 %). La répartition détaillée en 2018 est la suivante : 
forêts (45,6 %), prairies (29,4 %), zones agricoles hétérogènes (23 %), zones urbanisées (1,8 %), eaux continentales (0,1 %). L'évolution de l’occupation des sols de la commune et de ses infrastructures peut être observée sur les différentes représentations cartographiques du territoire : la carte de Cassini (XVIIIe siècle), la carte d'état-major (1820-1866) et les cartes ou photos aériennes de l'IGN pour la période actuelle (1950 à aujourd'hui).

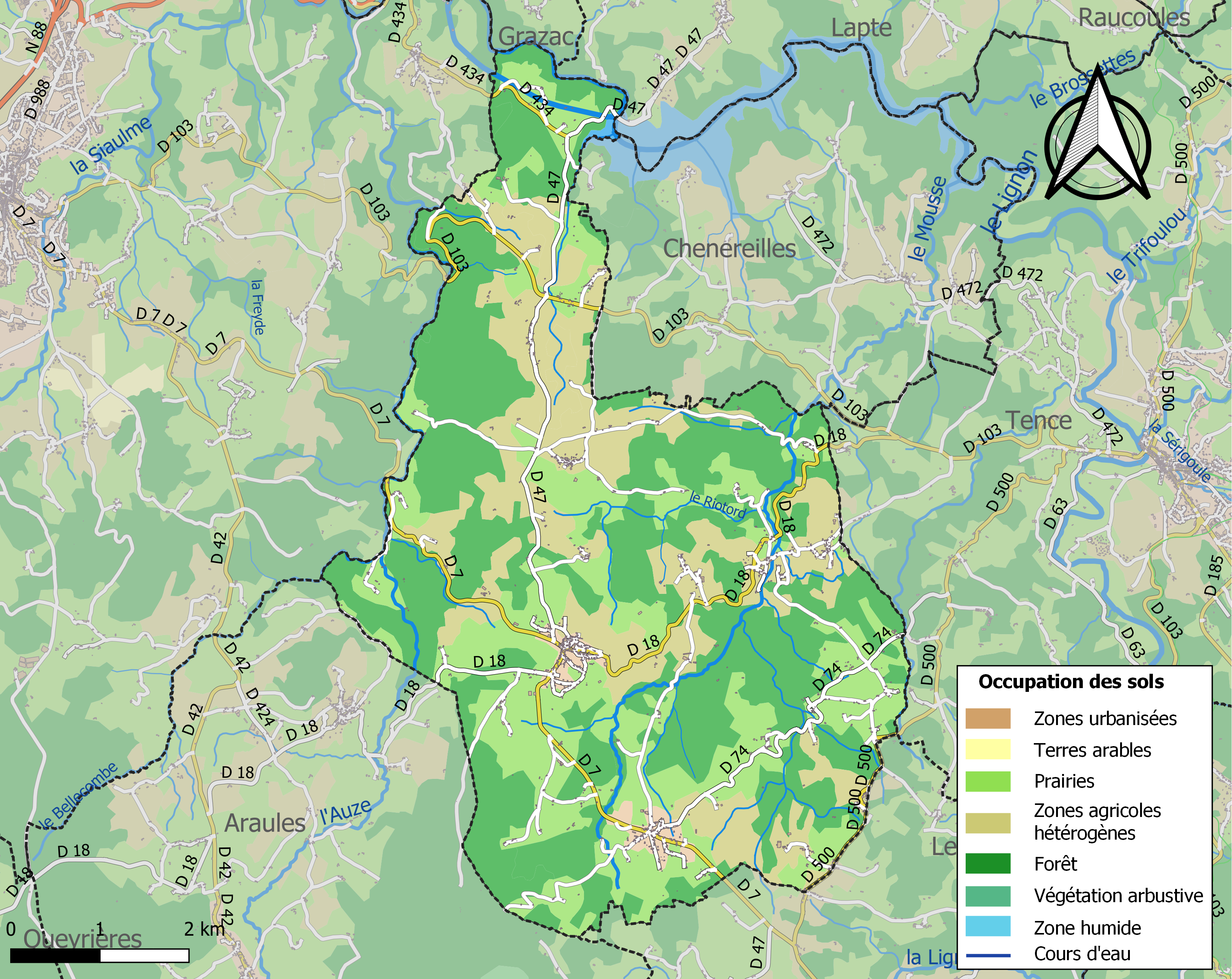
Carte des infrastructures et de l'occupation des sols de la commune en 2018 (CLC).

### Habitat et logement
En 2018, le nombre total de logements dans la commune était de 773, alors qu'il était de 763 en 2013 et de 748 en 2008.
Parmi ces logements, 52,4 % étaient des résidences principales, 38,6 % des résidences secondaires et 9,1 % des logements vacants. Ces logements étaient pour 96,4 % d'entre eux des maisons individuelles et pour 3,4 % des appartements.
Le tableau ci-dessous présente la typologie des logements à Saint-Jeures en 2018 en comparaison avec celle de la Haute-Loire et de la France entière. Une caractéristique marquante du parc de logements est ainsi une proportion de résidences secondaires et logements occasionnels (38,6 %) supérieure à celle du département (16,1 %) et à celle de la France entière (9,7 %). Concernant le statut d'occupation de ces logements, 84 % des habitants de la commune sont propriétaires de leur logement (81,7 % en 2013), contre 70 % pour la Haute-Loire et 57,5 pour la France entière.
| Typologie                                               | Saint-Jeures | Haute-Loire | France entière |
| ------------------------------------------------------- | ------------ | ----------- | -------------- |
| Résidences principales (en %)                           | 52,4         | 71,5        | 82,1           |
| Résidences secondaires et logements occasionnels (en %) | 38,6         | 16,1        | 9,7            |
| Logements vacants (en %)                                | 9,1          | 12,4        | 8,2            |

## Toponymie
Parrochia S. Georgii (vers 1030).
Ce nom de lieu dérive de l'occitan sant associé au nom de saint Georgius, écrit sous la forme Georius.

## Histoire
Au cours de la période révolutionnaire de la Convention nationale (1792-1795), la commune a porté le nom de Mounier.
En 1876, la commune cède une portion de son territoire communal, avec également une contribution de celle de Tence, pour la création de la commune de Chenereilles.

## Politique et administration

### Découpage territorial
La commune de Saint-Jeures est membre de la communauté de communes du Haut-Lignon, un établissement public de coopération intercommunale (EPCI) à fiscalité propre créé le 22 décembre 2000 dont le siège est à Tence. Ce dernier est par ailleurs membre d'autres groupements intercommunaux.
Sur le plan administratif, elle est rattachée à l'arrondissement d'Yssingeaux, au département de la Haute-Loire, en tant que circonscription administrative de l'État, et à la région Auvergne-Rhône-Alpes.
Sur le plan électoral, elle dépend du canton des Boutières pour l'élection des conseillers départementaux, depuis le redécoupage cantonal de 2014 entré en vigueur en 2015, et de la première circonscription de la Haute-Loire   pour les élections législatives, depuis le redécoupage électoral de 1986.

### Liste des maires
| Période                                  | Période                    | Identité                            | Étiquette | Qualité                                                                           |
| ---------------------------------------- | -------------------------- | ----------------------------------- | --------- | --------------------------------------------------------------------------------- |
| Les données manquantes sont à compléter. |                            |                                     |           |                                                                                   |
| septembre 1830                           | janvier 1847               | Joseph Alexandre Dumolin du Fraisse |           | Docteur en médecine                                                               |
| 1945                                     | 1965                       | Victor Ruel                         | SFIO      | Cultivateur et entrepreneur de maçonnerie, premier maire protestant de la commune |
| avant 1981                               | ?                          | Gustave Argaud                      | DVG       |                                                                                   |
| mars 2001                                | mars 2014                  | Joseph Delolme                      |           |                                                                                   |
| mars 2014                                | En cours (au 28 août 2014) | André Duboeuf                       |           |                                                                                   |

## Population et société

### Démographie

#### Évolution démographique
L'évolution du nombre d'habitants est connue à travers les recensements de la population effectués dans la commune depuis 1793. Pour les communes de moins de 10 000 habitants, une enquête de recensement portant sur toute la population est réalisée tous les cinq ans, les populations de référence des années intermédiaires étant quant à elles estimées par interpolation ou extrapolation. Pour la commune, le premier recensement exhaustif entrant dans le cadre du nouveau dispositif a été réalisé en 2008.

En 2022, la commune comptait 993 habitants, en évolution de +3,12 % par rapport à 2016 (Haute-Loire : +0,36 %, France hors Mayotte : +2,11 %).
| 1793  | 1800  | 1806  | 1821  | 1831  | 1836  | 1841  | 1846  | 1851  |
| ----- | ----- | ----- | ----- | ----- | ----- | ----- | ----- | ----- |
| 2 461 | 1 755 | 2 486 | 2 613 | 2 758 | 2 676 | 2 650 | 2 986 | 2 862 |

| 1856  | 1861  | 1866  | 1872  | 1876  | 1881  | 1886  | 1891  | 1896  |
| ----- | ----- | ----- | ----- | ----- | ----- | ----- | ----- | ----- |
| 2 603 | 2 871 | 2 989 | 2 940 | 2 704 | 2 720 | 2 656 | 2 593 | 2 672 |

| 1901  | 1906  | 1911  | 1921  | 1926  | 1931  | 1936  | 1946  | 1954  |
| ----- | ----- | ----- | ----- | ----- | ----- | ----- | ----- | ----- |
| 2 612 | 2 632 | 2 541 | 2 120 | 1 967 | 1 793 | 1 692 | 1 504 | 1 277 |

| 1962  | 1968  | 1975 | 1982 | 1990 | 1999 | 2006 | 2008 | 2013 |
| ----- | ----- | ---- | ---- | ---- | ---- | ---- | ---- | ---- |
| 1 164 | 1 059 | 917  | 775  | 767  | 782  | 863  | 886  | 951  |

| 2018 | 2022 | - | - | - | - | - | - | - |
| ---- | ---- | - | - | - | - | - | - | - |
| 965  | 993  | - | - | - | - | - | - | - |

#### Pyramide des âges
En 2018, le taux de personnes d'un âge inférieur à 30 ans s'élève à 30,7 %, soit en dessous de la moyenne départementale (31 %). À l'inverse, le taux de personnes d'âge supérieur à 60 ans est de 28,8 % la même année, alors qu'il est de 31,1 % au niveau départemental.
En 2018, la commune comptait 511 hommes pour 454 femmes, soit un taux de 52,95 % d'hommes, largement supérieur au taux départemental (49,13 %).
Les pyramides des âges de la commune et du département s'établissent comme suit.
| Hommes | Classe d’âge | Femmes |
| ------ | ------------ | ------ |
| 0,2    | 90 ou +      | 0,4    |
| 5,3    | 75-89 ans    | 8,4    |
| 22,5   | 60-74 ans    | 20,9   |
| 20,5   | 45-59 ans    | 22,2   |
| 20,0   | 30-44 ans    | 18,3   |
| 11,9   | 15-29 ans    | 10,1   |
| 19,6   | 0-14 ans     | 19,6   |

| Hommes | Classe d’âge | Femmes |
| ------ | ------------ | ------ |
| 0,9    | 90 ou +      | 2,5    |
| 8,4    | 75-89 ans    | 11,7   |
| 20,4   | 60-74 ans    | 20,5   |
| 21,3   | 45-59 ans    | 20,3   |
| 16,8   | 30-44 ans    | 16,3   |
| 15,2   | 15-29 ans    | 13,2   |
| 17     | 0-14 ans     | 15,6   |

## Économie

### Revenus
En 2018, la commune compte 427 ménages fiscaux, regroupant 1 010 personnes. La médiane du revenu disponible par unité de consommation est de 20 170 € (20 800 € dans le département).

### Emploi
| Division       | 2008  | 2013  | 2018  |
| -------------- | ----- | ----- | ----- |
| Commune        | 4,8 % | 7,6 % | 4,9 % |
| Département    | 6,3 % | 7,7 % | 7,7 % |
| France entière | 8,3 % | 10 %  | 10 %  |

En 2018, la population âgée de 15 à 64 ans s'élève à 573 personnes, parmi lesquelles on compte 77,7 % d'actifs (72,8 % ayant un emploi et 4,9 % de chômeurs) et 22,3 % d'inactifs,. Depuis 2008, le taux de chômage communal (au sens du recensement) des 15-64 ans est inférieur à celui de la France et du département.
La commune fait partie de la couronne de l'aire d'attraction d'Yssingeaux, du fait qu'au moins 15 % des actifs travaillent dans le pôle,. Elle compte 121 emplois en 2018, contre 111 en 2013 et 114 en 2008. Le nombre d'actifs ayant un emploi résidant dans la commune est de 420, soit un indicateur de concentration d'emploi de 28,8 % et un taux d'activité parmi les 15 ans ou plus de 57,7 %.
Sur ces 420 actifs de 15 ans ou plus ayant un emploi, 85 travaillent dans la commune, soit 20 % des habitants. Pour se rendre au travail, 86,7 % des habitants utilisent un véhicule personnel ou de fonction à quatre roues, 1,2 % les transports en commun, 5,2 % s'y rendent en deux-roues, à vélo ou à pied et 6,9 % n'ont pas besoin de transport (travail au domicile).

## Culture locale et patrimoine

### Lieux et monuments
- Maison de maître du XVIIe siècle à Frecenet
- Église Saint-Georges[25]
- Temple protestant de Freycenet : édifié en 1872-1873, c'est un édifice rectangulaire très simple. Sa façade est surmontée d'un clocher[26].
- Trois édifices sont protégés aux monuments historiques :
  - Château des Changheas[27]
  - Château de Salcrupt[28]
  - Menhir christianisé au lieu-dit de la Croix de Pierre[29]

### Personnalités liées à la commune
- Roberto Michel (1720-1786), sculpteur français, directeur de l'Académie royale espagnole des arts et premier sculpteur de la cour d'Espagne, y est né;
- Antoine-Joseph Bonet de Treyches (1722-1808), homme politique né à Saint-Jeures, député du tiers état aux états généraux de 1789.
- Mathieu Jouve Jourdan, dit Jourdan Coupe-Tê.tes (1746-1794), révolutionnaire français, y est né.
- Joseph-Balthazar Bonet de Treyches (1757-1828), homme politique né à Saint-Jeures, député de la Haute-Loire.
- Philippe Vocanson (1904-2015), doyen masculin des Français puis des Européens, y est né.